# Dallas Zoo

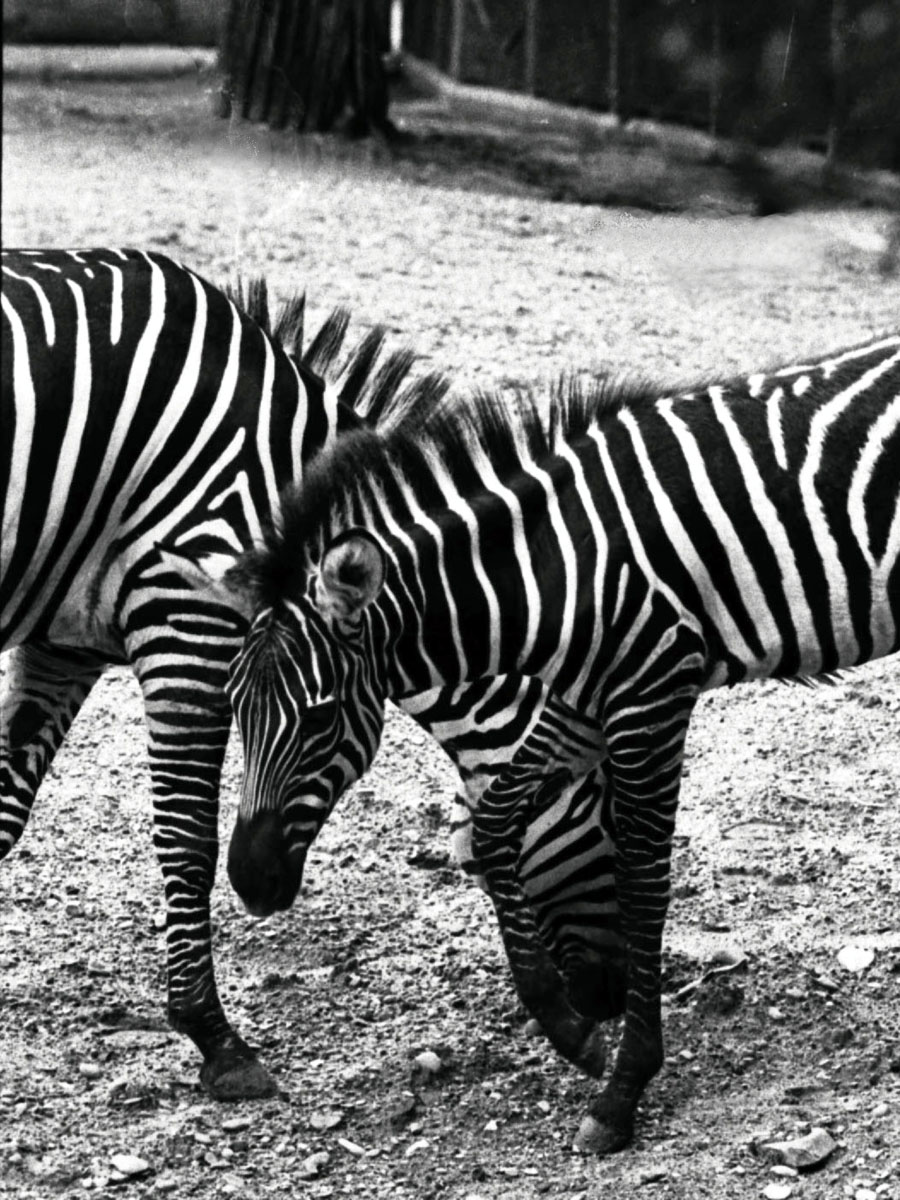
Zebror.

Dallas Zoo är ett zoo beläget fem kilometer söder om Dallas innerstad. Det öppnade 1888. I zoot finns även en monorail. Antalet arter uppgår till över 400.

## Olyckor
18 mars 2004 rymde en gorilla kallad Jabari från sin bur och skadade fyra människor.